# Јасур
Јасур је највећи вулкан Вануатуа у провинцији Тафе на острву Тана. Јасур је под сталним надзором од 1992. године. Висок је 361 метар надморске висине и просечно се на сваке три минуте деси експлозија.

## Туризам
Обилазак вулкана је дозвољен само уз пратњу домородског становништва. Од 2005. Године постоји једини поштански сандучић на свету који је постављен испон вулкана познат као "Vulkan-Postbox".

## Галерија слика
- Кратер вулкана Јасур
- Вулкан Јасур
- Лава Јасура
- Ерупција вулкана Јасур
- Ерупција вулкана Јасур
- Поштански сандучић крај вулкана Јасур